# Tavricheskoye (Krasnodar)
Tavricheskoye (del ruso: Таврическое) es un jútor del raión de Kushchóvskaya del krai de Krasnodar, en Rusia. Está situado en las llanuras de Kubán-Priazov, junto a la frontera del óblast de Rostov, a orillas del río Mókraya Chuburka, 18 km al norte de Kushchóvskaya y 187 km al norte de Krasnodar, la capital del krai. Tenía 28 habitantes en 2010
Pertenece al municipio Srednechuburkskoye.

## Transporte
Junto a la localidad pasa la línea de ferrocarril del Cáucaso Norte, que separa al jútor de Séverni.